# Central nuclear de Kori
La planta de energía nuclear de Kori ( coreano : 고리원자력발전소, Hanja : 古里原子力發電所) es una planta de energía nuclear de Corea del Sur ubicada en Kori, un pueblo suburbano en Busan . Es la estación de generación nuclear en pleno funcionamiento más grande del mundo por recuento total de reactores y la cantidad de reactores actualmente en funcionamiento desde 2016, después de que superó en capacidad nominal a la estación de generación nuclear Bruce de Canadá. Es propiedad y está operado por Korea Hydro & Nuclear Power, una subsidiaria de KEPCO.. El primer reactor entró en operación comercial en 1978 y funcionó hasta 2017 cuando fue dado de baja. Las unidades 2, 3 y 4 iniciaron operaciones comerciales en la década de 1980. Todos los reactores en el sitio son reactores de agua a presión.

## Reactores
Una expansión de la planta iniciada en 2006 agregó cuatro nuevos reactores de origen coreano, los llamados reactores Shin Kori (shin significa "nuevo"). El primer par de reactores Shin Kori son del diseño OPR-1000 , mientras que los dos segundos son del diseño APR-1400 . Shin Kori 1 y 2 lograron operaciones comerciales en 2011 y 2012 respectivamente, y Shin Kori 3 y 4 lograron operaciones comerciales en 2016 y 2019. La construcción de otros dos reactores APR-1400, conocidos como Shin Kori-5 y Shin Kori-6, fue comenzó en abril de 2017 y septiembre de 2018. En noviembre de 2019, se instaló la vasija de presión del reactor APR-1400 de 1340 MWe que se albergará en Shin Kori 5.  En noviembre de 2019, la construcción de Shin Kori 5 y 6 estaba completa en un 51 por ciento.
La planta de energía nuclear de Kori se convirtió en la planta de energía nuclear en funcionamiento más grande del mundo por capacidad nominal después de la puesta en marcha de Shin Kori 4. Solo la planta de energía nuclear de Kashiwazaki-Kariwa tiene una capacidad nominal mayor, aunque estuvo inactiva después del Accidente nuclear de Fukushima I y no se ha reiniciado a partir de 2021.
| Nombre           | Capacidad (neta) | Diseño   | Inicio de la construcción | Primera criticidad | Inicio comercial | Apagado permanente | NSSS          | Generador de turbina | AE          | Construcción  |
| ---------------- | ---------------- | -------- | ------------------------- | ------------------ | ---------------- | ------------------ | ------------- | -------------------- | ----------- | ------------- |
| Fase I           |                  |          |                           |                    |                  |                    |               |                      |             |               |
| Kori-1           | 576 megavatios   | WH -60   | 1972-08-01                | 1977-06-19         | 1978-04-29       | 2017-06-18         | Westing House | Turbinas GEC (Rugby) | gilberto    | Westing House |
| Kori-2           | 640 megavatios   | WH-F     | 1977-12-23                | 1983-04-09         | 1983-07-25       |                    | Westing House | Turbinas GEC (Rugby) | gilberto    | Westing House |
| Kori-3           | 1011 megavatios  | WH-F     | 1979-01-01                | 1985-01-01         | 1985-09-30       |                    | Westing House | Turbinas GEC (Rugby) | Bechtel     | hyundai       |
| Kori-4           | 1012 megavatios  | WH-F     | 1980-04-01                | 1985-10-26         | 1986-04-29       |                    | Westing House | Turbinas GEC (Rugby) | Bechtel     | hyundai       |
| Fase II          |                  |          |                           |                    |                  |                    |               |                      |             |               |
| espinilla-1      | 996 megavatios   | OPR-1000 | 2006-06-16                | 2010-07-15         | 2011-02-28       |                    | KHNP / KEPCO  | Doosan               | KOPEC       | hyundai       |
| espinilla-kori-2 | 996 megavatios   | OPR-1000 | 2007-06-05                | 2011-12-27         | 2012-07-20       |                    | KHNP/KEPCO    | Doosan               | KOPEC       | hyundai       |
| espinilla-3      | 1416 megavatios  | ABR-1400 | 2008-10-16                | 2015-12-29         | 2016-12-20       |                    | KHNP/KEPCO    | Doosan               | KOPEC       | hyundai       |
| espinilla-4      | 1418 megavatios  | ABR-1400 | 2009-08-19                | 2019-04-08         | 2019-08-29       |                    | KHNP/KEPCO    | Doosan               | KOPEC       | hyundai       |
| espinilla-5      | 1340 megavatios  | ABR-1400 | 2017-04-01                |                    | 2022             |                    | Desconocido   | Desconocido          | Desconocido | Desconocido   |
| espinilla-6      | 1340 megavatios  | ABR-1400 | 2018-09-20                |                    | 2023             |                    | Desconocido   | Desconocido          | Desconocido | Desconocido   |

Kori-1 se cerró en junio de 2017 antes del desmantelamiento a partir de 2022 después de que se elimine el combustible nuclear gastado.  El desmantelamiento tardará 15 años en completarse y tendrá un costo estimado de KRW719,4 mil millones (US$639,5 millones).

## Incidentes

### Incidentes menores
El 9 de febrero de 2012, durante una interrupción de reabastecimiento de combustible, se produjo una pérdida de energía externa (LOOP) y el generador diésel de emergencia (EDG) 'B' no se puso en marcha mientras el EDG 'A' estaba fuera de servicio para el mantenimiento programado, lo que resultó en una estación apagón (SBO). La energía externa se restableció 12 minutos después de que comenzara la condición de SBO.
El BUCLE fue causado por un error humano durante una prueba de relé de protección del generador principal. El fallo en el arranque del EDG 'B' fue causado por la falla del sistema de arranque neumático del EDG. Investigaciones posteriores revelaron que la empresa de servicios públicos no ejerció un control adecuado de la configuración de la distribución eléctrica para garantizar la disponibilidad del Transformador Auxiliar de la Estación (SAT) mientras realizaba pruebas en el Transformador Auxiliar de la Unidad (UAT).
Después de restaurar la energía fuera del sitio a través del SAT, los operadores finalmente recuperaron el enfriamiento de apagado restaurando la energía a una bomba de eliminación de calor residual. Durante la pérdida del enfriamiento de apagado durante 19 minutos, la temperatura máxima del refrigerante del reactor en la rama caliente aumentó de 37 °C a 58,3 °C (aumento de aproximadamente 21,3 °C), y la temperatura de la piscina de combustible gastado aumentó ligeramente de 21 °C a 21,5 °C. No hubo ningún efecto adverso en la seguridad de la planta como resultado de este evento, no hubo exposición a la radiación para los trabajadores y no hubo liberación de materiales radiactivos al medio ambiente. Sin embargo, en contradicción con los requisitos, el titular no reportó el evento SBO al ente regulador en tiempo y forma y no declaró el estado de "alerta" del evento de acuerdo con el plan de emergencia de la planta.
El 2 de octubre de 2012 a las 8:10 a. m ., Shin Kori-1 se apagó después de que una señal de advertencia indicara un mal funcionamiento en el sistema de barras de control que desencadenó una investigación para verificar la causa exacta del problema .
En junio de 2013, se apagó Kori-2 y se ordenó a Kori-1 permanecer fuera de línea hasta que se reemplace el cableado de control relacionado con la seguridad con certificados de seguridad falsificados.  El cableado de control instalado en los APR-1400 en construcción falló las pruebas de llama y otras pruebas, por lo que debe reemplazarse, lo que retrasó la construcción hasta un año. 
En octubre de 2013, el cable instalado en Shin Kori-3 no superó las pruebas de seguridad, incluidas las pruebas de llama. El reemplazo con cable fabricado en EE. UU. retrasó la puesta en marcha de la planta,  que finalmente entró en operación comercial con 3 años de retraso.